# Sąd Ochrony Konkurencji i Konsumentów
Sąd Ochrony Konkurencji i Konsumentów (pop. sąd antymonopolowy) – XVII Wydział Sądu Okręgowego w Warszawie, powołany do rozpoznawania w postępowaniu sądowym spraw dotyczących przeciwdziałania praktykom monopolistycznym oraz regulacji energetyki.
Sąd ten rozpatruje także odwołania od decyzji administracyjnych wydanych przez prezesów Urzędu Ochrony Konkurencji i Konsumentów, Urzędu Regulacji Energetyki, Urzędu Transportu Kolejowego oraz Urzędu Komunikacji Elektronicznej w sprawach z zakresu ochrony konkurencji i konsumentów, a także organ regulacyjny określony w art. 27a ust. 1 ustawy z dnia 7 czerwca 2001 r. o zbiorowym zaopatrzeniu w wodę i zbiorowym odprowadzaniu ścieków (Dz.U. z 2024 r. poz. 757), a także dla tych spraw o uznanie postanowień wzorca umowy za niedozwolone, które wniesiono do Sądu do dnia 16 kwietnia 2016 r.
Od wyroku SOKiK przysługuje możliwość złożenia apelacji do sądu apelacyjnego.